# Paul Morgan
Paul Morgan, aliás Paul Morgenstern (Viena, Áustria, 1 de outubro de 1886 - Buchenwald, Alemanha, 10 de dezembro de 1938) foi um actor e comediante austríaco de religião judaica.
Faleceu no campo de concentração nazi de Buchenwald, vítima de pneumonia, no dia 10 de dezembro de 1938, um sábado.

## Filmografia selecionada
- The Gentleman Without a Residence (1915)
- The Mistress of the World, Part VI (1919)
- Countess Doddy (1919)
- Prostitution (1919)
- Around the World in Eighty Days (1919)
- Diamonds (1920)
- Respectable Women (1920)
- Kurfürstendamm (1920)
- Four Around a Woman (1921)
- Peter Voss, Thief of Millions (1921)
- Hedda Gabler (1925)
- The Girl with a Patron (1925)
- The Elegant Bunch (1925)
- Cock of the Roost (1925)
- Love and Trumpets (1925)
- The Flower Girl of Potsdam Square (1925)
- The Red Mouse (1926)
- Vienna - Berlin (1926)
- When She Starts, Look Out (1926)
- The Third Squadron (1926)
- Circus Romanelli (1926)
- The Bank Crash of Unter den Linden (1926)
- The Pride of the Company (1926)
- The World Wants To Be Deceived (1926)
- We'll Meet Again in the Heimat (1926)
- Darling, Count the Cash (1926)
- The Brothers Schellenberg (1926)
- The Queen of the Baths (1926)
- The Three Mannequins (1926)
- The Divorcée (1926)
- Trude (1926)
- The Schimeck Family (1926)
- We Belong to the Imperial-Royal Infantry Regiment (1926)
- Family Gathering in the House of Prellstein (1927)
- Radio Magic (1927)
- A Serious Case (1927)
- Break-in (1927)
- Heaven on Earth (1927)
- Schwester Veronica (1927)
- Dyckerpotts' Heirs (1928)
- Mikosch Comes In (1928)
- Mascots (1929)
- Sinful and Sweet (1929)
- Fräulein Else (1929)
- Miss Midshipman (1929)
- Fairground People (1930)
- Two Hearts in Waltz Time (1930)
- Rendezvous (1930)
- Vienna, City of Song (1930)
- Twice Married (1930)
- The Cabinet of Doctor Larifari (1930)
- Queen of the Night (1931)
- Casanova wider Willen (1931)
- Men Behind Bars (1931)
- Marriage with Limited Liability (1931)
- Poor as a Church Mouse (1931)
- Schubert's Dream of Spring (1931)
- Liebeskommando (1931)
- The Ladies Diplomat (1932)
- Holzapfel Knows Everything (1932)
- The Empress and I (1933)
- Catherine the Last (1936)